# Пелатка (комуна)
Пелатка (рум. Pălatca) — комуна у повіті Клуж в Румунії. До складу комуни входять такі села (дані про населення за 2002 рік):
- Бегачу (65 осіб)
- Мурешеній-де-Кимпіє (123 особи)
- Пелатка (820 осіб)
- Петя (153 особи)
- Сава (213 осіб)

Комуна розташована на відстані 313 км на північний захід від Бухареста, 30 км на схід від Клуж-Напоки.

## Населення
За даними перепису населення 2002 року у комуні проживали 1374 особи.
Національний склад населення комуни:
| Національність | Кількість осіб | Відсоток |
| -------------- | -------------- | -------- |
| румуни         | 988            | 71,9%    |
| угорці         | 328            | 23,9%    |
| цигани         | 57             | 4,1%     |
| українці       | 1              | 0,1%     |

Рідною мовою назвали:
| Мова      | Кількість осіб | Відсоток |
| --------- | -------------- | -------- |
| румунська | 1036           | 75,4%    |
| угорська  | 327            | 23,8%    |
| циганська | 11             | 0,8%     |

Склад населення комуни за віросповіданням:
| Релігія        | Кількість осіб | Відсоток |
| -------------- | -------------- | -------- |
| православні    | 985            | 71,7%    |
| реформати      | 275            | 20,0%    |
| адвентисти     | 66             | 4,8%     |
| греко-католики | 41             | 3,0%     |
| римо-католики  | 2              | 0,1%     |
| п'ятдесятники  | 2              | 0,1%     |
| атеїсти        | 1              | 0,1%     |